# نیمه‌دررفتگی

نیمه‌دررفتگی (انگلیسی: Subluxation) یا دررفتگی نسبی، دررفتگی ناقص یا دررفتگی جزئی در پزشکی، افتادگی، دررفتگی ناقص یا جزئی مفصل یا اندام است. طبق سازمان جهانی بهداشت (WHO)، ساب لکسانس «جابجایی ساختاری قابل توجهی» است، بنابراین در مطالعات تصویربرداری ساکن، مانند اشعه X، همیشه قابل مشاهده است. این در تضاد مستقیم با باور کایروپراکتیک «فرو رفتگی مهره‌ها» است.

## اتصالات
سابلاکساسیون مفصل جایی است که استخوان متصل به‌طور جزئی از مفصل خارج شود. برعکس یک حالت تجمعی، یعنی جداسازی کامل مفاصل، یک فرو رفتگی اغلب بدون کمک اضافی از یک متخصص بهداشت و درمان حرفه‌ای به حالت طبیعی خود برمی گردد. به عنوان مثال زیر مفصل مفصل، آرنج یک پرستار خانم است که به حالت زند زبرین رباط حلقوی است. مفاصل دیگری که مستعد گرفتگی زیر ران هستند، شانه‌ها، انگشتان، مچ دستان، دنده‌ها، مچ‌ها، کشکک، مچ پا و لگن است که تحت تأثیر دیسپلازی مفصل ران قرار دارند. گرفتگی نخاع در اشعه ایکس قابل مشاهده است و گاهی اوقات می‌تواند به ریشه‌های عصب نخاعی برخورد کند و باعث ایجاد علائمی در نواحی ارائه شده توسط آن ریشه‌ها شود. در ستون فقرات، چنین جابجایی ممکن است به دلیل شکستگی، اسپوندیلولیستیز، آرتریت روماتوئید، آرتروز شدید، سقوط، تصادفات و آسیب‌های دیگر ایجاد شود. این در نشانگان اهلرز-دنلوس شایع است.

## عدسی چشم
سابلاکسشن عدسی داخل چشم را رحم خارجی نامیده می‌شود، در آنجا جابجا می‌شود یا بد وضعیت می‌شود. لنزهای ساب لوکس به‌طور مکرر در کسانی که دچار ترومای چشمی شده‌اند و کسانی که دارای اختلالات سیستمی خاصی هستند، مانند سندرم مارفان، سندرم Ehlers-Danlos، سندرم Loeys-Dietz و هموسیستینوریا دیده می‌شود. بعضی از لنزهای زیرآبی ممکن است نیاز به برداشتن داشته باشند، مانند مواردی که آزادانه شناور می‌شوند یا آنهایی که برای ایجاد آب مروارید کدر شده‌اند. [نیاز به منبع]

## دندان
ساب لگشن دندان، آسیب تروماتیک دندان است که در آن دندان قابلیت تحرک بیشتری دارد اما از فک پایین یا فک بالا جابجا نشده‌است. این یک بیماری شایع و یکی از شایعترین اختلالات آسیب زای دندان است. گرفتگی دندان یک بیماری غیر فوری از نظر دندانپزشکی است، یعنی اگر در عرض ۲۴ ساعت توسط دندانپزشک مشاهده نشود بعید است منجر به عوارض قابل توجهی شود و معمولاً با محافظه کاری درمان می‌شود: بهداشت دهان و دندان با دهانشویه کلرهگزیدین گلوکونات ۱۲/۰٪، نرم و نرم رژیم سرد و اجتناب از استعمال دخانیات به مدت چند روز. در شرایط دردناک، آتل زدن موقت دندانهای آسیب دیده ممکن است درد را تسکین دهد.
ساب لکساس ممکن است در فک پایین از شیار مفصلی استخوان گیجگاهی نیز رخ دهد. فک پایین می‌تواند در موقعیت قدامی، خلفی، جانبی یا فوقانی قرار گیرد. شرح دررفتگی براساس محل کندیل در مقایسه با شیار مفصلی گیجگاهی است.